# 傅仙罗
傅仙罗（？—），中华人民共和国政治人物，北京市技术监督局原副局长，中国民主同盟中央委员会原常务委员、北京市委员会副主任委员，第九、十届全国政协委员。